# Black Marble
Black Marble — американский музыкальный проект, созданный в 2012 году в Бруклине, Нью-Йорк. Первоначально проект включал музыкантов Криса Стюарта и Ty Kube.

## История
История группы началась в 2012 году с выхода миниальбома на лейбле Hardly Art под названием Weight Against the Door. Также в 2012 году Black Marble выпустили свой первый полноформатный альбом под названием A Different Arrangement. Эти работы были описаны как «возвращение к жанру холодной волны» Лео Нойфельдом из издания Miami New Times.
В 2016 году Black Marble выпустили свой второй полноформатный альбом под названием It’s Immaterial. Он был выпущен лейблом Ghostly International. Альбом ознаменовал уход Ty Kube из проекта и переезд Криса Стюарта с Востока на Западное побережье. Кристин Портер из журнала SLUG говорит, что Стюарт «поддерживает живые корни бруклинского, нью-йоркского синтезатора, создавая в результате сборник песен с усиленным вокалом, синтезаторами в пастельных тонах и намёком на современное почтение, которое запоминается личностью Стюарта, ностальгическое прикосновение в сочетании с каждым счастливым и грустным, Ian Curtis -гаражная танцевальная вечеринка, на которой ты никогда не был».
25 июля 2019 года группа объявила, что её третий студийный альбом Bigger Than Life будет выпущен 25 октября лейблом Sacred Bones Records. Первый сингл альбома «One Eye Open» был выпущен вместе с анонсом..
22 октября 2021 года на всё том же Sacred Bones Records был выпущенный последний на данный момент альбом Fast Idol.

## Дискография

### Студийные альбомы
- A Different Arrangement (2012, Hardly Art)
- It’s Immaterial (2016, Ghostly International)
- Bigger Than Life (2019, Sacred Bone Records)
- Fast Idol (2021, Sacred Bones Records)

### Миниальбомы
- Weight Against the Door (2012, Hardly Art)
- I Must Be Living Twice (2020, Sacred Bones Records)